# Dickesbach

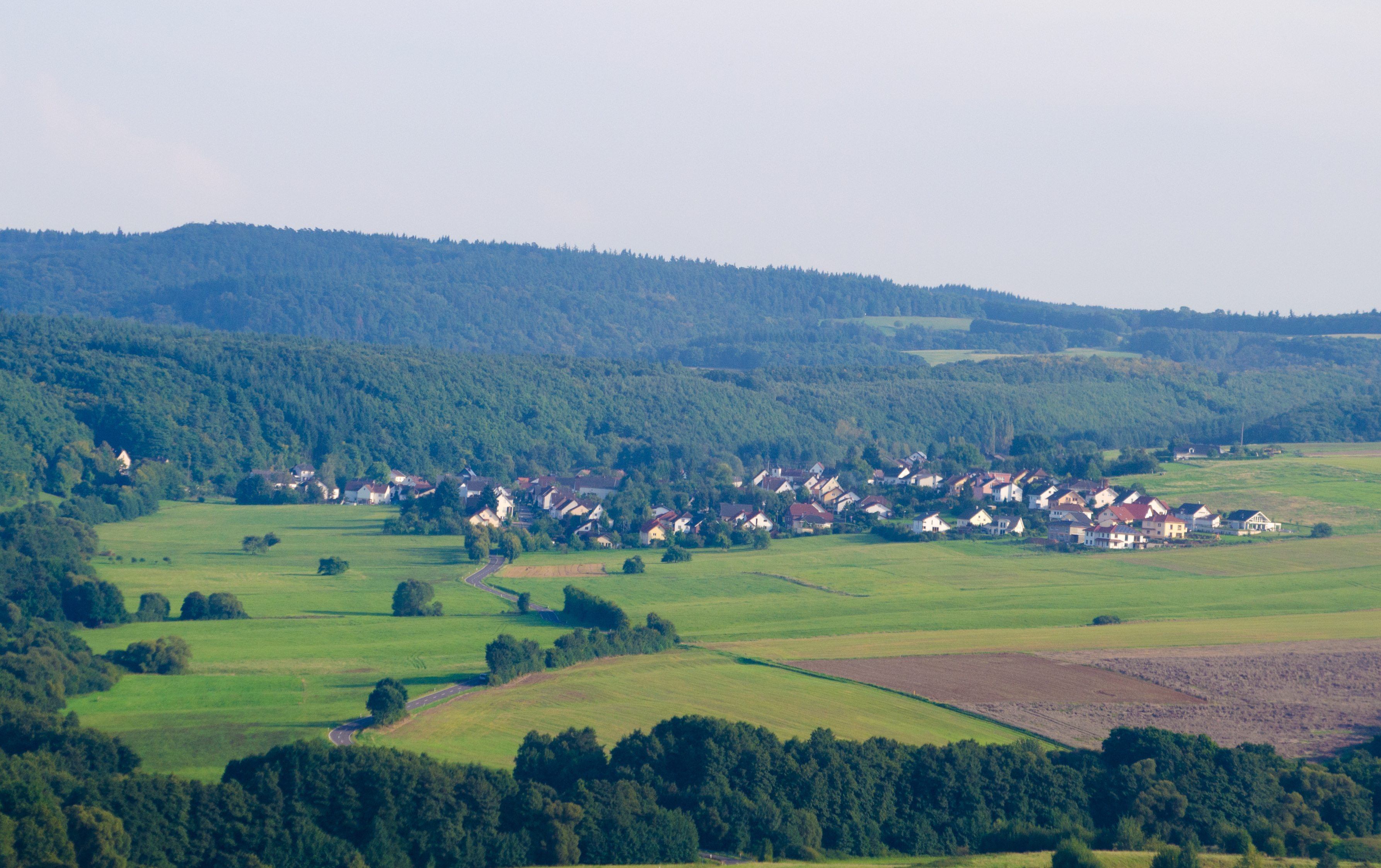
Dickesbach Panorama

Dickesbach ist eine Ortsgemeinde im Landkreis Birkenfeld in Rheinland-Pfalz. Sie gehört der Verbandsgemeinde Herrstein-Rhaunen an.

## Geographie
Dickesbach liegt östlich der Nahe. Im Westen befindet sich Idar-Oberstein, im Norden Fischbach, im Osten Mittelreidenbach und südlich liegt der Truppenübungsplatz Baumholder.
Zu Dickesbach gehören auch die Wohnplätze Katzenrech und Sonnenhöfe.

## Geschichte
Der Ort wurde im Jahr 1367 erstmals urkundlich erwähnt. Er gehörte damals zur Grafschaft Zweibrücken und kam später zu den Wild- und Rheingrafen. Nach der Franzosenzeit gelangte der Ort in Folge des Wiener Kongresses zum Fürstentum Lichtenberg, das zu Sachsen-Coburg-Saalfeld gehörte. 1834 wurde das Fürstentum preußisch und gehörte zum Landkreis St. Wendel in der Rheinprovinz, nach dem Ersten Weltkrieg zum Restkreis Sankt Wendel-Baumholder und ab 1937 schließlich zum Kreis Birkenfeld.
Zum 1. Januar 1994 wurde ein Teil des früheren Gutsbezirks Baumholder – etwa bis zur früheren Ortslage der 1937 aufgelösten Gemeinde Zaubach in die Ortsgemeinde Dickesbach umgegliedert.
Bevölkerungsentwicklung
Die Entwicklung der Einwohnerzahl von Dickesbach, die Werte von 1871 bis 1987 beruhen auf Volkszählungen:
| Jahr | Einwohner |
| ---- | --------- |
| 1815 | 151       |
| 1835 | 196       |
| 1871 | 209       |
| 1905 | 223       |
| 1939 | 256       |
| 1950 | 321       |
| 1961 | 355       |

| Jahr | Einwohner |
| ---- | --------- |
| 1970 | 390       |
| 1987 | 379       |
| 1997 | 398       |
| 2005 | 444       |
| 2011 | 433       |
| 2017 | 430       |
| 2022 | 411       |

## Politik

### Gemeinderat
Der Gemeinderat in Dickesbach besteht aus acht Ratsmitgliedern, die bei der Kommunalwahl am 9. Juni 2024 in einer Mehrheitswahl gewählt wurden, und dem ehrenamtlichen Ortsbürgermeister als Vorsitzendem.

### Bürgermeister
Patrick Gehres wurde am 19. Dezember 2024 Ortsbürgermeister von Dickesbach. Da für die Direktwahl am 9. Juni 2024 kein Wahlvorschlag eingereicht wurde, oblag die Neuwahl des Bürgermeisters gemäß rheinland-pfälzischer Gemeindeordnung dem Gemeinderat.
Sein Vorgänger Heinz Matzen hatte das Amt seit dem 4. Juli 2019 inne und kandidierte bei der Wahl 2024 nicht erneut als Ortsbürgermeister. Zuvor hatte Knut Wichter das Ehrenamt von 2005 bis 2019 ausgeübt.

## Wirtschaft und Infrastruktur
Im Nordwesten verläuft die Bundesstraße 41 und im Osten die Bundesstraße 270. In Fischbach ist ein Bahnhof der Bahnstrecke Bingen–Saarbrücken.